# Ematocrito
L'ematocrito (pronuncia: /emaˈtɔkrito/; abbreviato con Ht o HCT) è un esame del sangue che indica la percentuale del volume sanguigno occupata dagli eritrociti. Il suo valore normale varia dal 37% al 47% per le donne, mentre normalmente per il sesso maschile è più alto (42-52%), mentre nei neonati ha un valore molto alto e si riduce in caso di età avanzata e gravidanza. La percentuale restante è occupata dalla frazione liquida, il plasma.
Questo esame è considerato parte integrante del risultato totale del sangue di una persona, insieme con la concentrazione dell'emoglobina, al numero di globuli bianchi e alla conta piastrinica.  Un ematocrito del campione di sangue ossia la percentuale di volume dei globuli rossi all'interno del sangue serve per capire il grado di capacità di fornire ossigeno ai tessuti.
Al contrario, tale valore aumenta in tutte quelle situazioni nelle quali si ha esuberante produzione di globuli rossi e di emoconcentrazione, con conseguente riduzione della frazione plasmatica del sangue (policitemia). In questo caso aumenta notevolmente la viscosità del sangue e secondo la legge di Hagen-Poiseuille la velocità del sangue viene notevolmente diminuita.

## Etimologia del nome
Il termine ematocrito deriva dalle parole antiche greche haima (αἷμα, "sangue") e kritēs (κριτής, "conta"). È stato coniato da Magnus Blix a Uppsala nel 1891 come haematokrit.

## Condizioni che contribuiscono a modificare i valori
Esistono condizioni fisiologiche, come la gravidanza, in cui si instaura una cosiddetta "anemia fisiologica". Con questo termine si intende specificare che l'ematocrito, a causa dell'aumento della componente plasmatica del sangue, risulta "diluito", e si situa quindi a valori leggermente più bassi di quelli normalmente presenti nel sangue della donna al di fuori della gravidanza.
In alcuni sport, come il ciclismo, il regolamento impone un limite massimo al valore dell'ematocrito degli atleti per tutelare la loro salute e per prevenire la pratica del doping. L'atleta il cui valore supera il limite viene escluso dalla competizione a scopo cautelativo per limitare il rischio di ictus e altri problemi di salute. Vengono inoltre effettuati accertamenti antidoping: si ricerca infatti la presenza di eritropoietina sintetica (eritropoietina ricombinante umana, rEPO o rHuEPO) nelle urine, un analogo sintetico di un ormone fisiologicamente prodotto dall'organismo umano che spesso viene utilizzato come farmaco in diverse patologie e come sostanza dopante, che aumenta il valore dell'ematocrito.

## Oligocitemia
Quando il valore dell'ematocrito scende al di sotto del valore normale tale condizione si definisce di oligocitemia.

## Metodi di misurazione
Con apparecchiature moderne di laboratorio, l'ematocrito è calcolato da un analizzatore automatizzato e non viene direttamente misurato. Si calcola moltiplicando il numero di cellule della linea rossa per mezzo del volume della cellula media. Il volume della cellula  (PCV) può essere determinato centrifugando il sangue eparinizzato in un tubo capillare a 10.000 giri/min per cinque minuti. Questa operazione separa il sangue in strati. Il volume di globuli rossi divisi per il volume totale del campione di sangue dà il PCV. Poiché viene utilizzato un tubo, questo può essere calcolato misurando le lunghezze degli strati. 
Un altro modo per misurare i livelli di ematocrito è attraverso metodi ottici come la spettrofotometria. Attraverso la spettrofotometria differenziale, le differenze nelle densità ottiche di un campione di sangue che fluiscono attraverso tubi di vetro in piccoli fori. Vengono rilevate le lunghezze d'onda isosbestiche attraverso deossiemoglobina e ossiemoglobina e ciò permette di stabilire una relazione lineare che viene utilizzata per misurare i valori dell'ematocrito.

## Livelli
L'ematocrito può variare in base all'età e al sesso del soggetto. In genere, un livello di ematocrito superiore indica la capacità dei campioni di sangue di trasportare ossigeno. I livelli di ematocrito ottimali sono stati studiati attraverso combinazioni di saggi sull'ematocrito stesso del campione di sangue, sulla viscosità e sul valore dell'emoglobina.
I livelli di ematocrito servono anche come indicatore della condizione sanitaria. Quindi, i test sui livelli di ematocrito sono spesso condotti nel processo di diagnosi di determinate condizioni prima dell'intervento chirurgico. Inoltre, le condizioni sanitarie associate a determinati livelli di ematocrito sono uguali a quelli associati a determinati livelli di emoglobina.
Quando il sangue scorre dalle arteriole nei capillari si verifica un cambiamento di pressione. Al fine di mantenere la pressione, i capillari si dividono in una fitta rete di vasi che portano sangue nelle venule. Attraverso questo processo il sangue entra in quello che viene detto microcircolo. Nel microcircolo, si verifica l'effetto Fåhræus, con conseguente variazione di ematocrito.